# Clivella social
Una clivella social és una divisió de la societat en dos bàndols oposats que està determinat per la posició dels individus en l'estructura social i que, com és profundament sentida per aquestos, acaba configurant alineaments entre els bàndols de la societat i els partits polítics.
Quan en un país existeixen diverses clivelles que se superposen, l'efecte sobre el sistema de partits és similar al que es produeix quan hi ha una única clivella. En canvi, quan en un determinat país existeixen diverses clivelles que es juxtaposen, l'efecte sobre el sistema és una gran fragmentació.
Una de les principals crítiques a la teoria de les clivelles és que explica molt satisfactòriament la permanència, però no és capaç d'explicar els canvis electorals a curt termini.

## El naixement de les principals clivelles
Entre els segles XVI i XIX es produeixen a Europa tres fenòmens que afectaran la seva estructura social: la configuració de l'Estat-nació, la Reforma protestant i la Revolució industrial.
La formació de l'Estat-nació dona lloc a tres conflictes: el que enfronta el centre dominant i que dirigeix l'Estat contra la perifèria dominada, el que enfronta les diferents comunitats culturals entre si i el que oposa els súbdits del poder civil contra els súbdits del poder eclesiàstic.
La Revolució industrial comporta dos conflictes: el que enfronta la burgesia amb els treballadors i el que enfronta els terratinents amb els industrials. Finalment, la Reforma protestant dona lloc al conflicte entre catòlics i protestants. Així, d'aquests sis conflictes es configuren tres clivelles: la clivella de denominació religiosa, la territorial i la de classe social.

## La clivella religiosa
Atesa la importància de les organitzacions religioses i del seu ideari en la societat, així com la seva implicació en el procés polític a cada país, els alineaments polítics se superposen amb alineaments religiosos que es reforcen mútuament.
La clivella religiosa s'ha definit en el marc del paper que han jugat les organitzacions religioses en el procés social i polític de cada país. D'aquesta manera, la clivella religiosa s'ha anat definint progressivament amb relació a les principals dimensions del conflicte social, normalment entre defensors de l'ordre tradicional i els impulsors del canvi, entre conservadors i progressistes, i finalment, s'ha integrat en bona part en el contingut de l'eix esquerra/dreta.

## La clivella territorial
La formació dels Estats-Nació és un procés centralitzador que es fa amb la direcció i hegemonia d'unes elits polítiques i socials que dirigeixen el procés de construcció de la comunitat política nacional i de l'organització política estatal. En aquest marc es desenvolupen conflictes entre el centre dominant i determinats territoris que han quedat subordinats en el procés, per raó principalment de:
- la inclusió del territori en un determinat Estat, mentre que les elits perifèriques pretenien vincular-se a un altre Estat o ser un Estat propi;
- la subordinació del territori (o de les seves elits) en la configuració estatal que acaba essent predominant, que no respon a les demandes d'autonomia de les elits d'aquests territoris que queden en situació perifèrica.